# Васильчуківська сільська рада
Васильчукі́вська сільська рада (рос. Васильчуковский сельский совет) — сільське поселення у складі Ключівського району Алтайського краю Росії.
Адміністративний центр та єдиний населений пункт — село Васильчуки.

## Населення
Населення — 1072 особи (2019; 1233 в 2010, 1464 у 2002).